# Holenberg
Holenberg is een gemeente in de Duitse deelstaat Nedersaksen. De gemeente maakt deel uit van de Samtgemeinde Bevern in het Landkreis Holzminden. Holenberg telt 408 inwoners.
Holenberg ontstond reeds voor het jaar 1007 (eerste schriftelijke vermelding).  In de 15e eeuw is het een keer door oorlogsgeweld verwoest en weer opgebouwd. Het dorpje was eeuwenlang onderhorig aan het naburige klooster Amelungsborn. Het is altijd een tamelijk onbelangrijk boerendorp gebleven.
Holenberg ligt fraai in de beboste heuvels van het Weserbergland.
- Gemeinsame Normdatei: 7590863-3
- Virtual International Authority File: 244324918

Arholzen · 
Bevern · 
Bodenwerder · 
Boffzen · 
Brevörde · 
Deensen · 
Delligsen · 
Derental · 
Dielmissen · 
Eimen · 
Eschershausen · 
Fürstenberg · 
Golmbach · 
Halle · 
Hehlen · 
Heinade · 
Heinsen · 
Heyen · 
Holenberg · 
Holzen · 
Holzminden · 
Kirchbrak · 
Lauenförde · 
Lenne · 
Lüerdissen · 
Negenborn · 
Ottenstein · 
Pegestorf · 
Polle · 
Stadtoldendorf · 
Vahlbruch · 
Wangelnstedt